# 岩下尚史
岩下 尚史（いわした ひさふみ、1961年6月28日 - ）は、日本の作家、國學院大學客員教授。別名宮薗千齋 、ニックネームはお師匠はん。熊本県菊池市出身、東京都新宿区在住。

## 来歴
熊本県菊池市で一人っ子として生まれ、國學院大學文学部を卒業して新橋演舞場株式会社へ入社し、企画室長として劇場創設の母体である新橋花街主催「東をどり」の制作に携わる。幕末から平成にいたる東都の花柳界を調査研究して社史『新橋と演舞場の七十年』を編纂する。
退職後の2007年に『芸者論：神々に扮することを忘れた日本人』で第20回和辻哲郎文化賞を受ける。
2008年に、甘美な小説に旧知の後藤貞子の回顧談を仕組んだ『見出された恋：金閣寺への船出』を著す。のちに貞子の友人で『鏡子の家』のモデルと言われる湯浅あつ子を取材した『ヒタメン』を著す。
10代の頃から能、歌舞伎、新派劇、声曲舞踊の諸流をたしなみ、現在は一中節の宗家である都一中の相談役を務める。
新橋演舞場勤務当時に宮薗節を稽古するため交詢社の稽古場へ通い、千之流の浄瑠璃を皆伝して「宮薗千齋」の名を許される。
2009年7月に日本舞踊協会の新作公演第1回目の作者として招かれて『恋するフリ・古今舞踊抄』を著した。演出：花柳寿楽、出演：市川團十郎ほか、於：国立劇場。
「東音創作会」で、東音長坂雄太郎の依頼による長唄の作詞を多く手掛けている。
シス・カンパニーの演劇公演のアドバーザーとして、大西信行作「怪談牡丹燈籠」（2009年8月）、武者小路実篤作「その妹」（2011年12月）、「宮沢賢治が伝えること」（2011年5月・構成担当）、などにかかわる。

2016年に大河ドラマ『真田丸』の明智光秀役で俳優（自身は女優と称している）として初出演。
2021年9月から毎週火曜日にレギュラー出演している『5時に夢中!』を休養、約2か月後の10月19日放送回から復帰した。のちに入院していたことを公表した。2022年1月9日放送『安住紳一郎の日曜天国』にゲスト出演した際、15年前ほど前から人間ドックで心臓弁膜症と診断され定期的に検査を行っていたこと、2021年8月に都内ホテル滞在中、体に異変を覚え、東京女子医科大学病院に救急搬送されてそのまま入院になったこと、精密検査に1か月ほど時間を要し、その後、心臓弁膜症の手術を行い、合計2か月の入院であったことなどを話した。
2021年12月17日、自身の公式サイトを開設。所属していたシス・カンパニーを退社したことを報告した。

## 人物
- 女性口調で物腰柔らかく会話する。
- 知人の勧めで聴き始めたレミオロメンのファンになったことを2018年10月16日放送の『5時に夢中!』で述べた。2013年7月20日の『サワコの朝』で「今心に響く曲」にレミオロメン『南風』を挙げている。
- 流行歌や昭和歌謡を演奏するバンド東京大衆歌謡楽団に執心しており、コロナ禍で演奏会に足を運ぶこともままならないと『5時に夢中!』（2021年5月18日放送）で発言したところ、翌週、同番組のスタッフが取材に赴き、岩下宛のサイン色紙を受け取り、本人へと贈られた[14]。

## 受賞
- 2007年、第20回和辻哲郎文化賞（『芸者論-神々に扮することを忘れた日本人』）[3][2]

## 主な出演

### テレビドラマ
- 真田丸（2016年1月31日、NHK） - 明智光秀 役[15]
- グランメゾン東京（2019年10月20日 - 12月29日、TBS） - 蛯名西堂 役[16]
- シリーズ・横溝正史短編集III『池松壮亮×金田一耕助3 金田一耕助 惑う』 第4話「女の決闘」（2022年2月26日、NHK BSプレミアム） - ジャック安永 役[17][18]
- ブラックペアン シーズン2 第9話（2024年9月8日、TBS） - 山村 役[19]

### 古典芸能
- にっぽんの芸能「蔵出し!名舞台“時代のさきがけ 浄瑠璃に生きた女性たち”」（2021年4月30日、NHK Eテレ）[20]
- 芸能きわみ堂「吉原にうごめく殺意!? 歌舞伎『籠釣瓶花街酔醒』」（2024年5月3日、NHK Eテレ）[21]

### バラエティ番組
- おじさんスケッチ（2010年10月12日、フジテレビ）
- (株)世界衝撃映像社（2010年10月23日・2011年2月5日・8月27日・2012年3月17日[22]、フジテレビ）
- タモリ倶楽部（2011年1月22日・6月17日、テレビ朝日）
- 日立 世界・ふしぎ発見!（TBS） - 不定期
- ホンマでっか!?TV（2011年8月3日 - 、フジテレビ） - 準レギュラー
- アウト×デラックス（2012年1月5日、フジテレビ）
- ゴロウ・デラックス（2012年1月27日・3月22日・5月3日・5月10日・2013年12月6日、TBS）
- ぴったんこカン・カン（2012年2月3日・4月20日、TBS）
- いっぷく!（2014年3月31日 - 2015年3月27日、TBS） - MC
- 京都、希林の宴〜とっておきの仕出し巡り〜（2015年12月17日、NHK BSP）[23]
- 5時に夢中!（2016年4月5日 - 、TOKYO MX） - 火曜日コメンテーター
- 今夜一杯どうですか?（2018年7月13日 - 9月28日（第1シーズン）、2019年1月18日 - （第2シーズン）、TBS） - 飲み会世話人（MC）
- 霜降りミキXIT（2020年6月29日 - 2022年3月14日 、TBS） - 天の声
- すてきに帯らいふ（2021年12月23日（22日深夜）、TBS） - MC：ニューヨーク[24]
- THE TIME,（2024年5月6日〈予定〉 - 、TBS） - 月曜マンスリーゲスト[25]

### ラジオ
- 垣花正のあなたとハッピー!（2012年1月 - 、ニッポン放送） - セミレギュラー
- たまむすび（2015年4月 - 、毎月第3水曜、TBSラジオ）

## 著作など

### 単著
- 『芸者論：神々に扮することを忘れた日本人』雄山閣、2006年
  - 『芸者論：花柳界の記憶』文春文庫、2009年
- 『名妓の資格：細書・新柳夜咄〈芸者論〉2』雄山閣、2007年
  - 増補版『名妓の夜咄』文春文庫、2012年
- 『見出された恋：「金閣寺」への船出』雄山閣、2008年、ISBN 978-4-639-02024-0
  - 『見出された恋：「金閣寺」への船出』文春文庫、2014年。実話をもとした小説
- 『ヒタメン：三島由紀夫が女に逢う時…』雄山閣、2011年、ISBN 978-4-639-02197-1
  - 『直面（ヒタメン）：三島由紀夫 若き日の恋』文春文庫、2016年
- 『大人のお作法』集英社インターナショナル新書、2017年1月

### 編著
- 『新橋と演舞場の七十年』新橋演舞場株式会社、1996年

### 編集
- 岩崎藤子『九十六年なんて、あっと言う間でございます―高松宮宣仁親王妃喜久子殿下との思い出』雄山閣、2008年

### 雑誌連載
- 「歌舞伎プレビュー」『婦人画報』アシェット婦人画報社、1999年1月 - 12月
- 「劇場いわした」『ランティエ』角川春樹事務所、2008年1月 - 8月
- 「会記」「対談」『孤峰』江戸千家茶道会、2011年5月 -
- 「東都風流（あづまのてぶり）」[3]『美しいキモノ』ハースト婦人画報社、2016年春号 -